# Serjania diversifolia
Serjania diversifolia là một loài thực vật có hoa trong họ Bồ hòn. Loài này được (Jacq.) Radlk. miêu tả khoa học đầu tiên năm 1875.